# Битка при Анцио
Битката при Анцио от 22 януари до 5 юни 1944 година е военна операция при селището Анцио по време на Италианската кампания на Втората световна война.
След като в края на 1943 година Съюзниците в Италия са спрени на укрепената Линия „Густав“, те организират морски десант (Операция „Шингъл“) на американски и британски части на брега на Тиренско море, северно от Линията „Густав“ и южно от Рим. Американците завземат крайбрежен плацдарм, но не успяват да настъпят бързо и германците, подпомагани от няколко батальона на Италианската социална република, се укрепяват в околните възвишения и ги блокират за месеци в неизгодни позиции в крайбрежната низина. Американците осъществяват пробив едва през май, след което настъпват на север, превземайки Рим на 4 юни.